# Trevor Ettinger
Pour les articles homonymes, voir Ettinger.
Trevor Ettinger (né le 13 juillet 1980 à Truro, dans la province de la Nouvelle-Écosse au Canada - mort le 28 juillet 2003 à Kenticook au Canada) est un joueur professionnel canadien de hockey sur glace.

## Carrière de joueur
Après avoir été repêché par les Oilers d'Edmonton de la LNH, il se joint aux Bombers de Dayton et joue quelques matchs avec le Crunch de Syracuse. Il se suicide par arme à feu durant l'été 2003.

## Statistiques
| Saison    | Équipe                         | Ligue |    | Saison régulière | Saison régulière | Saison régulière | Saison régulière | Saison régulière |   | Séries éliminatoires | Séries éliminatoires | Séries éliminatoires | Séries éliminatoires | Séries éliminatoires |
| Saison    | Équipe                         | Ligue | PJ | B                | A                | Pts              | Pun              | PJ               | B | A                    | Pts                  | Pun                  |                      |                      |
| 1997-1998 | Screaming Eagles du Cap-Breton | LHJMQ | 50 | 1                | 2                | 3                | 181              | 3                | 0 | 0                    | 0                    | 7                    |                      |                      |
| 1998-1999 | Screaming Eagles du Cap-Breton | LHJMQ | 61 | 0                | 5                | 5                | 376              | 5                | 0 | 1                    | 1                    | 23                   |                      |                      |
| 1999-2000 | Screaming Eagles du Cap-Breton | LHJMQ | 44 | 1                | 8                | 9                | 328              | -                | - | -                    | -                    | -                    |                      |                      |
| 1999-2000 | Wildcats de Moncton            | LHJMQ | 24 | 0                | 2                | 2                | 153              | 15               | 0 | 0                    | 0                    | 40                   |                      |                      |
| 2000-2001 | Wildcats de Moncton            | LHJMQ | 44 | 3                | 5                | 8                | 206              | -                | - | -                    | -                    | -                    |                      |                      |
| 2000-2001 | Cataractes de Shawinigan       | LHJMQ | 28 | 1                | 5                | 6                | 122              | 10               | 0 | 1                    | 1                    | 14                   |                      |                      |
| 2001-2002 | Bombers de Dayton              | ECHL  | 48 | 0                | 1                | 1                | 209              | -                | - | -                    | -                    | -                    |                      |                      |
| 2001-2002 | Crunch de Syracuse             | LAH   | 7  | 0                | 0                | 0                | 46               | -                | - | -                    | -                    | -                    |                      |                      |
| 2002-2003 | Bombers de Dayton              | ECHL  | 18 | 0                | 2                | 2                | 126              | -                | - | -                    | -                    | -                    |                      |                      |
| 2002-2003 | Crunch de Syracuse             | LAH   | 38 | 1                | 2                | 3                | 145              | -                | - | -                    | -                    | -                    |                      |                      |